# حاشد بن إسماعيل
حاشد بن إسماعيل بن عيسى البخاري وويقال له الغزال. توفي حوالي عام 261 هـ  أحد العلماء ومن رواة الحديث عند أهل السنة والجماعة.
كان ذا رحلة واسعة في طلب الحديث، وهو من أصحاب الإمام البخاري ومن أقرانه. سمع عبيد الله بن موسى ومكي بن إبراهيم، وحدث عنه محمد بن يوسف الفربري وبكر بن منير ومحمد بن إسحاق السمرقندي وأحمد بن محمد بن آدم الشاشي وآخرون. قال ابن العماد الحنبلي:«كان ثبتا إماما.» وقال الذهبي: «أحد أئمة الأثر.».